# Hôpital St Elsewhere
Pour les articles homonymes, voir St. Elsewhere.
Hôpital St Elsewhere (St Elsewhere) est une série télévisée américaine en 137 épisodes de 42 minutes, créée par Joshua Brand et John Falsey et diffusée entre le 26 octobre 1982 et le 25 mai 1988 sur le réseau NBC.
En France, la série a été diffusée entre le 5 janvier 2000 et le 11 juillet 2001 sur Téva. Elle reste inédite dans les autres pays francophones.

## Synopsis
Cette série met en scène le quotidien d'un hôpital appelé Saint Eligius, situé dans le quartier de South End à Boston. 

## Distribution
Seuls sont inscrits les acteurs apparaissant au générique :
- Ed Flanders : Dr Donald Westphall
- David Birney : Dr Ben Samuels (Saison 1)
- G. W. Bailey : Dr Hugh Beale (Saison 1)
- Ed Begley Jr. : Dr Victor Ehrlich
- Terence Knox : Dr Peter White (Saison 1 à 3)
- Howie Mandel : Dr Wayne Fiscus
- David Morse : Dr Jack Morrison
- Christina Pickles : Infirmière Helen Rosenthal
- Kavi Raz (en) : Dr V. J. Kochar (Saison 1 à 3)
- Cynthia Sikes : Dr Annie Cavanero (Saison 1 à 3)
- Denzel Washington : Dr Phillip Chandler
- William Daniels : Dr Mark Craig
- Norman Lloyd : Dr Daniel Auschlander
- Ellen Bry (en) : Infirmière Shirley Daniels
- Mark Harmon : Dr Robert Caldwell (Saison 2 à 4)
- Eric Laneuville : Luther Hawkins
- Kim Miyori (en) : Dr Wendy Armstrong (Saison 1 à 2)
- Nancy Stafford : Joan Halloran (Saison 2)
- Stephen Furst : Dr Elliot Axelrod (Saison 2 à 6)
- Bonnie Bartlett : Ellen Craig
- Bruce Greenwood : Dr Seth Griffin (Saison 5 à 6)
- Cindy Pickett (en) : Dr Carol Novino (Saison 5 à 6)
- Ronny Cox : Dr John Gideon (Saison 6)
- Sagan Lewis (en) : Dr Jaqueline Wade
- France Nuyen : Dr Paulette Kiem (Saison 5 à 6)
- Jennifer Savidge (en) : Infirmière Lucy Papandrao

## Épisodes

### Saison 1 (1982-1983)
1. Hôpital St. Elsewhere (St. Elsewhere)
2. Une journée ordinaire (Bypass)
3. Trisomie 21 (Down' Syndrome)
4. Cora et Arnie (Cora and Arnie)
5. Samuels et l'enfant (Samuels and the Kid)
6. La Maladie du Légionnaire, première partie (Legionnaires, Part One)
7. La Maladie du Légionnaire, deuxième partie (Legionnaires, Part Two)
8. Le Nid (Tweety and Ralph)
9. Déluge (Rain)
10. Sentiments (Hearts)
11. Le Miracle (Graveyard)
12. Autopsie (Release)
13. Histoire de famille (Family History)
14. Rémission (Remission)
15. Une fête pour Sven (Monday, Tuesday, Sven's Day)
16. Excès de Zèle (The Count)
17. La Mort d'un Frère (Brothers)
18. Prise d'otages (Dog Day Hospital)
19. Déstabilisation (Working)
20. Histoire de cœur (Craig in Love)
21. Baron Von Munchausen (Baron Von Munchausen)
22. Dépendance (Addiction)

### Saison 2 (1983-1984)
1. Attache-moi (Ties That Bind)
2. Argument frappant (Lust Et Veritas)
3. Un cœur nouveau (Newheart)
4. Cœurs brisés (Quit transtulit Sustinet)
5. Une aile et une prière (A Wing and a Prayer)
6. Sous pression (Under Pressure)
7. Le Traquenard (Entrapment)
8. Eve (All About Eve)
9. Sida et réconfort (Aids and Comfort)
10. Vue du porc (A Pig Too Far)
11. Tempête (Blizzard)
12. Audition (Hearing)
13. Pour le meilleur et pour le pire (In Sickness and in Health)
14. Le Tournage (Drama Center)
15. Crise (Attack)
16. Médecin de l'année (After Dark)
17. Orgueil blessé (Vanity)
18. Equinoxe (Equinox)
19. Femmes entre elles (The Women)
20. Bachotage (Cramming)
21. Choix difficile (Rough Cut)
22. L'Entretien (Hello, Goodbye)

### Saison 3 (1984-1985)
1. Substitut de Dieu, première partie (Playing God, Part One)
2. Substitut de Dieu, deuxième partie (Playing God, Part Two)
3. Jour de grève (Two Balls and a Strike)
4. La Trève (Strikeout)
5. Le Souffle court (Breathless)
6. En désespoir de cause (My Aim Is True)
7. De vie ou de mort (Fade to White)
8. Rêves et cauchemars (Sweet Dreams)
9. Ras le bol (Up on the Roof)
10. Questions de femmes (Girls Just Want to Have Fun)
11. Retour au pays (Homecoming)
12. Séparation (The Children's Hour)
13. Docteur Wyler, je présume (Dr Wyler, I Presume)
14. Formation continue (Whistle, Wyler Works)
15. Au revoir Georges (Bye, George)
16. Le Petit Frère (Saving Face)
17. Un petit coup de pouce (Give the Boy a Hand)
18. Le Portrait (Any Portrait in a Storm)
19. Visite présidentielle (Red, White, Black and Blue)
20. Doux visage (Amazing Face)
21. Erreur médicale (Murder, She Rote)
22. Les Larmes du clown (Tears of a Clown)
23. L'Explosion (Bang the Eardrum Slowly)
24. Crucifixion (Cheers) (crossover avec Cheers)

### Saison 4 (1985-1986)
1. Souvenir du passé (Remembrance of Things Past)
2. Pères et fils (Fathers and Sons)
3. L'Accident (Haunted)
4. Face à la mort (The Naked and the Dead)
5. Tranches de vie (Slice O'Life)
6. Voyage dans l'espace (Lost and Found in Space)
7. Rapprochements (Close Encounters)
8. Partir (Watch the Skies)
9. Sanctuaire (Sanctuary)
10. Perte de puissance (Loss of Power)
11. Le Père Noël est mort (Santa Claus is Dead)
12. Terrorisme (The Boom Boom Womb)
13. À dire vrai (To Tell the Truth)
14. La Dynastie (Family Ties)
15. Les Liens du sang (Family Feud)
16. Affaires de famille (Family Ties)
17. Souvenirs, première partie (Times Heals, Part One)
18. Souvenirs, deuxième partie (Time Heals, Part Two)
19. Rêve brisé (Out on a Limb)
20. Confidences (Come Home, Oh Sapien)
21. Joue contre joue (Cheek to Cheek)
22. Magie Noire (Black's Magic)
23. Un point partout (The Equalizer)
24. Le Médecin de l'année (E.R.)

### Saison 5 (1986-1987)
1. L'Espoir fait vivre (Where There's Hope, There's Crosby)
2. Espoir déçu (When You Wish Upon a Scar)
3. Chambre avec vue (A Room With a View)
4. Une nouvelle vie (Brand New Bag)
5. Preuve de courage (You Beta Your Life)
6. Un rôle à jouer (Not My Type)
7. Providence (Up and Down)
8. Tour de magie (Nothing Up My Sleeve)
9. L'Au-Delà (After Life)
10. Rupture (Once Upon a Mattress)
11. Poète alcoolique (Lost Weekend)
12. Guerre froide (Cold War)
13. La Roulette russe (Russian Roulette)
14. Les Bisiteurs (Visiting Daze)
15. La Tête sur les épaules (Getting Ahead)
16. T'as de beaux yeux (Jose, Can You See?)
17. Forêt Noire (Schwarzwald)
18. Le Retour (You Again ?)
19. Initiation (Rites of Passage)
20. Enchaînée (Women Unchained)
21. Bonnes vibrations (Good Vibrations)
22. Euthanasie (Slip Sliding Away)
23. J moins un (Last Dance at the Wrecker's Ball)

### Saison 6 (1987-1988)
1. Résurrection (Resurrection)
2. L'Idiot et L'Odyssée (The Idiot and the Odyssey)
3. Au clair de la Lune (A Moon for the Misbegotten)
4. Brebis égarée (Ewe Can't Go Home Again)
5. Une nuit d'angoisse (Night of the Living Bed)
6. La Guerre des Sexes (The He-Man Woman Hater's Club)
7. Le Cchoix (Handoff)
8. À cœur ouvert (Heart On)
9. Une question de temps (Weigh In, Way Out)
10. Chimiothérapie (No Chemo, Sabe ?)
11. Paroles de pantin (A Coupla White Dummies Sitting Around Talking)
12. La Bonne Nouvelle (Final Cut)
13. Joutes (Heaven's Skate)
14. Rideau (Curtains)
15. Conte de fée (Fairytale Theater)
16. Sans-Abris (Down and Out on Beacon Hill)
17. Joyeux Anniversaire (Their Town)
18. Les Chirurgiens nus (The Naked Civil Surgeon)
19. Requiem pour un poids lourd (Requiem for a Heavyweight)
20. Une grave décision (Split Decision)
21. Une soirée mouvementée (The Abby Singer Show)
22. L'Ultime épisode (The Last One)

## Épisodes exceptionnels
- Crucifixion (Cheers) : dernier épisode de la saison 3 voit les docteurs Westphall, Auschlander et Craig réunis autour d'un verre dans le bar et rencontrant Cliff Clavin, Norm Peterson et la serveuse Carla Tortelli de la série Cheers. L'épisode a été diffusé le 27 mars 1985.
- Souvenirs (Time Heals) en deux parties, contant les cinquante ans d'existence de l'hôpital avec son fondateur, Joseph McCabe incarné par l'acteur Edward Herrmann mais aussi l'arrivée du docteur Auschlander, de l'infirmière Rosenthal, des bagarres du docteur Craig avec son mentor, la mort de la femme du docteur Westphall et l'affaire du docteur Morrison. Les épisodes passent du noir et blanc se déroulant dans les années trente à la couleur pour ceux se déroulant dans les années quarante. Classé en 44e position par TV Guide dans sa liste de 1997 des 100 plus grands épisodes de tous les temps. Les épisodes ont été diffusés les 19 et 20 février 1986.
- L'Au-Delà (After Life) : Le docteur Fiscus est entre la vie et la mort après qu'on lui ait tiré dessus. Alors que l'équipe de chirurgiens font l'impossible pour lui sauver la vie, son âme voyage entre l'enfer, le purgatoire et le paradis. Il y rencontre Lou Gehrig. L'épisode a été diffusé le 26 novembre 1986.
- Joyeux Anniversaire (Their Town) : Alors que le docteur Westphall reçoit la visite d'anciens collègues dans sa maison dans le New Hampshire, il brise le quatrième mur en s'adressant durant tout l'épisode au téléspectateur. L'épisode a été diffusé le 20 avril 1988.
- L'ultime épisode (The Last One) : L'épisode retrace sous forme de bottle show les meilleurs moments de la série. Regardé par près de 22,5 millions de télé-spectateurs et classé 7e parmi les 68 programmes de la semaine de diffusion, l'épisode a réalisé la meilleure audience historique de la série. En 2020, il a été classé 19e parmi les meilleures finales de séries télévisées par Entertainment Weekly. L'épisode a été diffusé le 25 mai 1988.

## Récompenses
- 1988 - American Cinema Editors : Eddie 1988 du meilleur montage d'un épisode dramatique pour Robert P. Seppey
- 1988 - Primetime Emmy : Emmy Award 1988 de la meilleure réalisation d'une série dramatique pour John Tinker
- 1988 - Television Critics Association : TCA Award 1988 de la meilleure série dramatique
- 1987 - Writers Guild of America : WGA Award 1987 du meilleur scénario pour John Masius, Bruce Paltrow et Tom Fontana
- 1987 - Primetime Emmy : Emmy Award 1987 du meilleur second rôle féminin d'une série dramatique pour Bonnie Bartlett
- 1987 - Viewers for Quality Television : Q Award 1987 du meilleur acteur dans une série dramatique pour William Daniels
- 1986 - Viewers for Quality Television : Q Award 1986 du meilleur acteur dans une série dramatique pour William Daniels
- 1986 - Casting Society of America : Artios 1986 de la meilleure distribution d'un épisode dramatique pour Eugene Blythe
- 1986 - Viewers for Quality Television : Q Award 1986 du meilleur second rôle féminin dans une série dramatique pour Bonnie Bartlett
- 1986 - American Cinema Editors : Eddie 1986 du meilleur montage d'un épisode dramatique pour Robert P. Seppey
- 1986 - Humanitas : Humanitas Prize 1986 dans la catégorie programme de 60 minutes pour John Masius et Tom Fontana
- 1986 - Primetime Emmy : Emmy Award 1986 des meilleurs costumes pour Susan Smith, Robert M. Moore, Charles Drayman, Anna Hartley et Kathy O'Rear
- 1986 - Primetime Emmy : Emmy Award 1986 des meilleurs décors pour Jacqueline Webber et Norman Rockett
- 1986 - Primetime Emmy : Emmy Award 1986 du meilleur acteur de série dramatique pour William Daniels
- 1986 - Primetime Emmy : Emmy Award 1986 du meilleur montage sonore d'une série dramatique pour William Gazecki, Andy MacDonald, Bill Nicholson et Blake Wilcox
- 1986 - Primetime Emmy : Emmy Award 1986 du meilleur second rôle féminin d'une série dramatique pour Bonnie Bartlett
- 1986 - Primetime Emmy : Emmy Award 1986 du meilleur scénario de série dramatique pour Tom Fontana, John Tinker et John Masius
- 1985 - Peabody : Peabody Award 1985 du meilleur programme
- 1985 - Primetime Emmy : Emmy Award 1985 du meilleur acteur de série dramatique pour William Daniels
- 1984 - Primetime Emmy : Emmy Award 1984 du meilleur scénario de série dramatique pour John Ford Noonan, John Masius et Tom Fontana
- 1983 - People's Choice : People's Choice Award 1983 du meilleur nouveau programme
- 1983 - Primetime Emmy : Emmy Award 1983 du meilleur acteur de série dramatique pour Ed Flanders
- 1983 - Primetime Emmy : Emmy Award 1983 du meilleur second rôle masculin pour James Coco
- 1983 - Primetime Emmy : Emmy Award 1983 du meilleur second rôle féminin pour Doris Roberts

## Célébrités invitées dans la série
- Alfre Woodard (Dr Roxanne Turner)
- Chad Allen (Tommy Westphall)
- Jean Bruce Scott (Roberta Sloan)
- Helen Hunt (Clancy Williams)
- Jane Wyatt (Katherine Auschlander)
- Ernie Hudson (Jerry Close)
- Kyle Secor (Brett Johnston)
- Patricia Wettig (Joanne)
- Michael Richards (Bill Wolf)
- Melody Anderson (Jill Roberts)
- Candace Cameron Bure (Megan White)
- Melinda Culea (McPhail)
- Rae Dawn Chong (Billie Vaughn)
- John Schuck (Andrew Wegener)
- Jamie Rose (Docteur Birch)
- David Wayne (Docteur George Wyler)
- Tom Hulce (John Doe)
- Piper Laurie (Fran Singleton)
- Jane Kaczmarek (Sandy Burns)
- Eric Stoltz (Eddie Carson)
- Alan Arkin (Jerry Singleton)
- Tim Robbins (Andrew Reinhardt)
- Linda Thorson (Madame Cochrane)
- Betty White (Gloria Neal)
- Kate Mulgrew (Helen O'Casey)
- Robert Davi (Patrick)
- Michael Madsen (Mike O'Connor)
- Kathy Bates (Polly)
- Adam Arkin (Doug Zageck)
- Rhea Perlman (Carla Tortelli)
- Jackie Cooper (Docteur David Domedion)
- James Coco (Arnie)
- Judith Light (Barbara Lonnicker)
- Keenan Wynn (Charlie Heller)
- George Wendt (Norm Peterson)
- Doris Roberts (Cora)
- Tom Atkins (Bob Lonnicker)
- Pat Hingle (Walter Schaeffer)
- Howard Duff (Herbie)
- James Hong (Monsieur Wong)
- Ally Sheedy (Diane)
- Ray Liotta (Murray)
- Sydney Penny (Melissa Greely)
- Alex Rocco (Roger)
- Brenda Strong (Nadine Aurora)
- Brenda Vaccaro (Rose Orso)
- Blythe Danner (Paige Gerradeaux)
- David Faustino (L'enfant)
- Lisa Bonet (Carla)
- Jason Bateman (Tim Moynihan)
- Rosalind Chao (Mary Wilson)
- Gregory Itzin (Ving Shalimar)
- Kathleen Lloyd (Lorraine)
- Sasha Mitchell (Southie)
- Jeanette Nolan (Sophie Pavlon)
- Elke Sommer (Natasha)
- Wil Wheaton (Owen Drimmer)
- John Astin (Kevin)
- Ray Charles (Arthur Tibbits)
- Matt Frewer (Pee-Wee)
- Tony Goldwyn (Henry)
- Gerrit Graham (Monsieur Gillette)
- Penelope Ann Miller (Laurel)
- Robert Picardo (Eli)
- Tim Thomerson (Ebenezer Wright)
- Ray Walston (Docteur Arrowsmith)
- William Sadler (Monsieur Oppenheimer)
- Judith Barsi (Debbie Oppenheimer)
- Sandy Martin (Madame Lawson)
- Carel Struycken (Le géant)